# Caresanablot
Caresanablot (piemontiul: Carzan-a Blòt) település Olaszországban, Vercelli megyében. Lakosainak száma 1089 fő (2023. január 1.). Caresanablot Olcenengo, Oldenico, Quinto Vercellese, Vercelli és Villata községekkel határos.

## Népesség
A település népességének változása:
| Lakosok száma | 1133 | 1124 | 1089 |
|               | 2017 | 2018 | 2023 |